# Lepidoleuconidae
Lepidoleuconidae is een familie van sponsdieren uit de klasse van de Calcarea (kalksponzen).

## Geslacht
- Lepidoleucon Vacelet, 1967